# Sângeorge, Timiș
Sângeorge (germană Sanktgeorg, Sankt-Georg, maghiară Tárnokszentgyörgy (before 1899: Kincstár-Szentgyörgy), sârbă Свети Ђурађ/Sveti Gjuraj) este un sat în comuna Birda din județul Timiș, Banat, România. Aparține de comuna Birda și are o populație de 507 locuitori (2002).

## Localizare
Se situează în sudul județului Timiș, în câmpia Gătaiei, pe malul stâng al râului Bârzava. Se află la circa 50 km sud de municipiul Timișoara, la jumătatea distanței dintre orașele Deta (aflat la circa 10 km vest, pe șosea) și orașul Gătaia (la circa 8,5 km est).

## Istorie
Prima atestare documentară a satului datează din anul 1319, când apare menționată în documente cu numele Villa Sancti Georgy.  Atunci aparținea de județul Caraș. Evidențele papale din 1332-1337 o consemnează ca parohie care aparținea de protopopiatul de Carașova. Evidențele despre localitate din Evul Mediu sunt destul de numeroase și atestă o continuitate istorică clară. Satul a fost o parohie ortodoxă mănăstirească încă de la 1503. Despre originea românească, istoricul Nicolae Ilieșiu documentează sentința Tablei Regești de la Budapesta din 1916, cu privire la averile mănăstirești, sentință care argumentează originea românească a localității. Mai mult, până la 1916 existau 20 de cărți bisericești românești vechi. Totuși, satul a fost pentru câteva secole majoritar sârbesc.
Conscripția austriacă de la 1717 amintește și ea localitatea cu numele Sankt Georg, cu 30 de case și aparținătoare de districtul Ciacova. Sârbii au constituit până după al doilea război mondial, majoritatea absolută a locuitorilor. În 1924 la Sângeorge au fost aduși români din zona Turdei și din satul Igriș. Comunitatea sârbească s-a diminuat semnificativ, în prezent satul fiind majoritar românesc (vedeți mai jos). 